# Александру Лаговарі
Александру Лаговарі (рум. Alexandru N. Lahovari, *16 серпня 1841, Римніку-Вилча — †4 березня 1897, Париж) — румунський державний діяч.
Брав участь у поваленні князя Александру Кузи, був одним з керівників опозиції, що виступала проти міністерства Братіану.

## Життя і політична кар'єра
Александру Лаговарі був братом Йона Лаговарі, який служив як міністра закордонних справ в уряді Румунського королівства і генерала Якоба Лаговарі, який також служив міністром закордонних справ, а пізніше військовим міністром.
Він народився в знатній сім'ї Ніколае й Ефросинії Лаговарі, в Римніку-Вилча.
В дитинстві навчався вдома з репетиторами, а згодом переїхав до Парижу, щоб здобути освіту. В 1865 став доктором філософії.
У липні 1867 вступив на дипломатичну службу і з 30 липня по 11 жовтня 1867 був генеральним секретарем Міністерства закордонних справ, потім призначений міністром юстицій і займав цю посаду протягом двох термінів: з 20 квітня по 14 грудня 1870 і з 25 жовтня 1873 до 30 березня 1876.
З 12 листопада 1888 до 22 березня 1889 був міністром сільського господарства, промисловості, торгівлі і власності, і з 29 березня по 3 листопада 1889 займав пост міністра по роботі з громадскісьтю.
З 5 листопада 1889 до 15 лютого 1891 і з 27 листопада 1891 до 3 жовтня 1895 — міністр закордонних справ.
Лаговарі помер 4 березня 1897 в Парижі. Державний коледж в Римніку-Вилча названий на його честь.